# Liste der Kulturdenkmäler in Dannenfels
In der Liste der Kulturdenkmäler in Dannenfels sind alle Kulturdenkmäler der rheinland-pfälzischen Ortsgemeinde Dannenfels aufgeführt. Grundlage ist die Denkmalliste des Landes Rheinland-Pfalz (Stand: 27. November 2018).

## Denkmalzonen
| Bezeichnung                  | Lage                                            | Baujahr  | Beschreibung | Bild                           |
| ---------------------------- | ----------------------------------------------- | -------- | --- | ------------------------------ |
| Denkmalzone Burg Tannenfels  | westlich oberhalb des Ortes Lage                | um 1270  | eventuell um 1270 gegründet, 1525 zerstört; Halsgraben, Reste eines Rundturms, eines rechteckigen Gebäudes und einer Stützmauer, Brunnen und Fundamentreste | weitere Bilder Fotos hochladen |
| Denkmalzone Burg Wildenstein | südwestlich des Ortes im Wildensteiner Tal Lage | vor 1245 | 1245 erwähnt, wohl vor 1648 zerstört; Halsgraben, Reste der Ringmauer, des Bergfrieds und des Palas (?)                                                     | Fotos hochladen                |

## Einzeldenkmäler
| Bezeichnung                    | Lage                                                    | Baujahr                           | Beschreibung | Bild                           |
| ------------------------------ | ------------------------------------------------------- | --------------------------------- | --- | ------------------------------ |
| Wohnhaus                       | Hohlstraße 1 Lage                                       | erste Hälfte des 18. Jahrhunderts | Krüppelwalmdachbau, teilweise Fachwerk, erste Hälfte des 18. Jahrhunderts, Erweiterung wohl wenig später, Umbau bezeichnet 1834                                         | Fotos hochladen                |
| Donnersberghaus                | Oberstraße 4 Lage                                       | 1825/26                           | ehemaliges Schulhaus; klassizistischer Krüppelwalmdachbau, bezeichnet 1825/26                                                                                           | Fotos hochladen                |
| Protestantisches Pfarrhaus     | Oberstraße 10 Lage                                      | 1778                              | stattlicher spätbarocker Walmdachbau, bezeichnet 1778; Pfarrgartenmauer 1767/68                                                                                         | Fotos hochladen                |
| Protestantische Pfarrkirche    | Oberstraße 12 Lage                                      | 1673                              | schlichter Saalbau, 1673, spätbarocker Westturm, bezeichnet 1781; Stumm-Orgel von 1758; ortsbildprägend; Friedhof                                                       | weitere Bilder Fotos hochladen |
| Wohnhaus                       | Oberstraße 44 Lage                                      | 18. Jahrhundert                   | ehemaliges Tagelöhnerhaus; Fachwerkbau auf massivem Sockel, 18. Jahrhundert                                                                                             | Fotos hochladen                |
| Spolien des Klosters St. Jakob | westlich des Ortes auf dem Donnersbergplateau Lage      | frühes 13. Jahrhundert            | ehemaliges Paulinerkloster; Spolien im Waldhaus: gotisches Sakramentshäuschen, 14. Jahrhundert; romanisches Relief, frühes 13. Jahrhundert; mittelalterliche Fliesen    | Fotos hochladen                |
| Ludwigsturm                    | westlich des Ortes auf dem Donnersbergplateau Lage      | 1864                              | zinnenkranzberkönter achteckiger Putzbau, bezeichnet 1864 und 1953 (Erneuerung), Architekt Carl Bleßmann, Kirchheimbolanden, und die königliche Kreisbaubehörde, Speyer | weitere Bilder Fotos hochladen |
| Moltkebogen                    | südwestlich des Ortes am Dorbis- oder Moltkefelsen Lage | 1880                              | auch Adlerbogen; halbkreisförmiger Eisenbogen mit Reichsadler, 1880, Architekt August Freiherr Schilling von Canstatt                                                   | weitere Bilder Fotos hochladen |